# Tamponamento cardiaco
Per tamponamento cardiaco, si intende l'accumulo di liquido o sangue all'interno della cavità pericardica (normalmente virtuale) con innalzamento della pressione atriale e pericardica, riduzione inspiratoria della pressione arteriosa sistolica (cosiddetto polso paradosso) e ipotensione arteriosa.
Questa situazione comporta una riduzione del ritorno venoso al cuore, poiché con l'aumento della pressione intrapericardica la pressione venosa centrale si innalza per mantenere il riempimento cardiaco ed evitare il collasso delle pareti ventricolari, ma contemporaneamente la pressione transmurale (cioè la pressione diastolica meno quella pericardica) si azzerano portando a una riduzione del precarico. Il tamponamento cardiaco può essere acuto o cronico e caratterizzato da un continuum di eventi emodinamici che possono evolvere sino al collasso cardiocircolatorio.
Il tamponamento da rottura della parete libera del miocardio è più spesso presente in anziani con precedenti cardiaci, come un pregresso infarto acuto del miocardio.

## Sintomatologia
Il tamponamento cardiaco lieve può essere asintomatico, mentre le forme moderate e gravi si manifestano con sintomi quali dispnea, angina pectoris, vertigini. La presenza del cosiddetto polso paradosso, cioè la riduzione della pressione arteriosa in inspirazione oltre i fisiologici 10 mmHg, insieme all'aumento della pressione venosa, visibile come turgore delle giugulari, all'ipotensione arteriosa e alla percezione di toni cardiaci attenuati (triade di Beck), conduce spesso all'assenza della percezione del polso periferico, pur in presenza di un'attività elettrica normale (dissociazione elettromeccanica). Diverse malattie possono condurre allo sviluppo del tamponamento comprese le neoplasie e le malattie infiammatorie croniche del pericardio: il decorso è però meno rapido e lo scompenso cardiaco con edemi periferici si manifesterà in tempi più lunghi. Nel tamponamento, infatti, il gradiente atrioventricolare che consente il passaggio di sangue nel riempimento rapido del cuore sinistro è impedito dalla condizione, nella pericardite costrittiva (residuo di infiammazione cronica del pericardio) è residuato un gradiente diastasico che consente la circolazione. In entrambi i casi, però, il volume di gittata è ridotto.

## Eziologia
Normalmente nel pericardio vi sono 25-50 mL di liquido, detto appunto liquido pericardico che, come in tutte le sierose, serve a lubrificare e a ridurre gli attriti che si verrebbero a produrre durante lo scorrimento reciproco dei due foglietti pericardici
Con l'aumento del liquido aumenterà proporzionalmente la pressione pericardica e avremmo differenti quadri clinici e sintomatologici: se il fluido aumenta improvvisamente come nella rottura della parete del miocardio, la pressione intrapericardica cresce rapidamente e può superare quella intracardiaca, arrivando così al tamponamento cardiaco. Diversi studi hanno evidenziato che già intorno ai 100 mL si possono avere sintomi.
Le cause che possono portare a tale accelerazione sono:
- Ostruzione venosa e linfatica, in seguito a manovre intracardiache, come l'inserimento del pacemaker, o durante il cateterismo cardiaco;[9]
- Interessamento neoplastico primitivo, ma soprattutto tumori metastatici;
- Lesione traumatica che interessa il miocardio.

## Esami
Fra gli esami di laboratorio utilizzati per la diagnosi si utilizzano:
- Elettrocardiogramma, da dove si evince un abbassamento generico delle tensioni elettriche e l'alternanza elettrica del complesso QRS.[11][12]
- Radiografia del torace, dove si può osservare in presenza di un versamento di notevole criticità l'ingrandimento dell'ombra cardiaca.[9]
- Ecocardiografia, che per la qualità diagnostica e la semplicità di esecuzione rimane l'esame non invasivo più utilizzato. Durante il tamponamento cardiaco la velocità dei flussi tricuspidali e polmonari, aumenta con l'inspirazione, invece diminuisce quella aortica e mitralica, dato che si osserva nella quasi totalità dei casi, la mancanza di questo elemento fa presupporre la presenza di un versamento non "tamponante".[10][13]
- Cateterismo cardiaco, utile se si vuole avere certezza della diagnosi, mediante la misurazione della pressione atriale destra, che in corso di tamponamento è uguale a quella pericardica (normalmente è superiore).[13]

## Terapie
La rimozione di piccoli quantitativi di liquido (anche solo 50-100 mL) comporta un miglioramento dei sintomi e dell'emodinamica, poiché modifica il rapporto pericardico pressione/volume.

### Pericardiocentesi
Quando il tamponamento è a bassa pressione (inferiore di 10 cL di acqua) si preferisce non utilizzare la pericardiocentesi. Al contrario, nei casi più gravi si deve ricorrere alla procedura di drenaggio: chirurgicamente (attraverso incisione subxifoidea o toracoscopia video- assistita) o percutanea, con catetere ad ago o a palloncino.
- I vantaggi del drenaggio "coperto" con ago sono legati alla metodica eco-guidata: la semplicità di inserire e lasciare in sede il catetere anche per giorni e poter somministrare farmaci direttamente nello spazio pericardico. Il minor trauma e la possibilità di seguire emodinamicamente il drenaggio, guidano il timing per la rimozione, generalmente sconsigliata, se non si giunge intorno ai 25 mL di liquido residuo.[15]
- I vantaggi del drenaggio "aperto" sul tavolo operatorio sono correlati alla possibilità di una rimozione completa del liquido, l'accesso diretto al tessuto per eventuali biopsie e la possibilità di drenare versamenti localizzati.[15]

Furono sperimentate altre metodologie, come l'espansione del volume sanguigno, che tuttora sono sotto studio.